# Justin Fairfax
Pour les articles homonymes, voir Fairfax.
Justin Fairfax, né le 17 février 1979 à Pittsburgh, est un homme politique américain. Membre du Parti démocrate, il est élu lieutenant-gouverneur de Virginie le 7 novembre 2017, en battant la candidate du Parti républicain et sénatrice d'État Jill Vogel.

## Biographie
Fairfax est un avocat de carrière, il est diplômé de l'université Duke, puis de la faculté de droit de l'université Columbia. En 2005, il déménage en Virginie pour travailler pour le juge Gerald Bruce Lee. Par la suite, il pratique le droit dans les secteurs privés et publics en Virginie.
En 2013, il entre en politique et se présente à la primaire démocrate pour le poste procureur général d'État de Virginie contre le favori, Mark Herring. Il perd cependant ce duel,. Lors des élections de 2017, il est choisi comme lieutenant-gouverneur de Virginie au côté de Ralph Northam, élu gouverneur. Il défait la candidate républicaine Jill Vogel, élue au Sénat de Virginie. Il devient alors seulement le second afro-américain à être élu dans une élection comprenant l'intégralité de l'État après Douglas Wilder qui occupe la même position de 1986 à 1990.
En janvier 2019, Northam se retrouve au centre d'un scandale autour d'une photo de lui portant un uniforme du Ku Klux Klan alors qu'il était étudiant en médecine. Des appels à sa démission se font entendre dans le parti démocrate, dont le gouverneur est membre. Une démission entraînerait la promotion de Fairfax au poste de gouverneur.
Dans les jours qui suivent, Fairfax est accusé par la professeure du Collège Scripps Vanessa C. Tyson de l'avoir forcée à avoir des rapports sexuels oraux non-consensuels alors que Fairfax et Tyson participaient à la convention nationale démocrate de 2004. Fairfax dément par la suite les accusations, argumentant qu'elles ont pour but d'aider Northam à garder son poste. Une seconde femme, Meredith Watson, l'accuse de l'avoir violée en 2000, quand ils étaient tous deux étudiants à l'université Duke.
En septembre 2020, il annonce qu'il ne sera pas candidat à sa réélection, afin de briguer le poste de gouverneur lors de l'élection de novembre 2021. Avec 3,56 % des suffrages, il termine en quatrième position de la primaire démocrate organisée le 8 juin, et remportée par l'ancien gouverneur Terry McAuliffe.